# Dryaderces pearsoni
A Osteocephalus pearsoni a kétéltűek (Amphibia) osztályának békák (Anura) rendjébe és a levelibéka-félék (Hylidae) családjába tartozó faj.

## Előfordulása
A faj Bolíviában, Brazíliában, és Peruban él. Természetes élőhelye a szubtrópusi vagy trópusi nedves síkvidéki erdők, nedves szavannák, mocsarak, édesvizű tavak, időszaki édesvizű mocsarak. A fajt élőhelyének elvesztése fenyegeti.